# Konservative Partei Kanadas

Ehemaliges Logo

Die Konservative Partei Kanadas (englisch Conservative Party of Canada; französisch Parti conservateur du Canada) ist eine konservative politische Partei in Kanada. Sie entstand im Dezember 2003 aus der Fusion der Progressiv-konservativen Partei mit der Kanadischen Allianz. Nach der Unterhauswahl am 2. Mai 2011 stellte sie mit 39,62 % der Stimmen und 167 von 308 Sitzen im Unterhaus eine Mehrheitsregierung unter der Führung des Parteivorsitzenden und Premierministers Stephen Harper. Seit der Niederlage bei der Unterhauswahl am 19. Oktober 2015 befindet sie sich in der Opposition. In Anlehnung an die britische Conservative Party werden die kanadischen Konservativen meist als „Tories“ bezeichnet. Vor 1942 existierte eine gleichnamige Vorgängerpartei.

## Positionen
Die neue Konservative Partei vereint zwei gegensätzliche Ansichten über Konservatismus in Kanada. Die Progressiv-Konservativen vertraten Positionen wie staatlich finanzierte Sozialprogramme, lehnten eine nähere Bindung an die USA ab und versuchten, Kanada nach den jahrhundertealten britischen Institutionen zu formen. Der Konservatismus in Westkanada, vertreten durch die Kanadische Allianz, orientierte sich hingegen am Konservatismus US-amerikanischer Prägung und somit an den Republikanern. Die Kanadische Allianz trat für eine Reform der politischen Institutionen (nach amerikanischem bzw. australischem Vorbild) und mehr Rechte für die Provinzen ein.
Die neue Partei befürwortet im Allgemeinen eine marktwirtschaftlich orientierte Ordnung und bietet sich auch als politische Heimat anderer konservativer Strömungen an, wie z. B. ökologisch denkende Konservative, Rechtsliberale, Anhänger einer kanadischen Republik und Monarchisten. Da die meisten Abgeordneten aus den westlichen Provinzen stammen, ist das Parteiprogramm stark von der Philosophie der Reformpartei Kanadas geprägt, wenn auch die Konservative Partei versucht, sich von deren sozialkonservativem Image abzugrenzen und sich mehr mit Themen wie Wirtschaft, Militär, Recht und Ordnung und demokratische Reformen befasst.
Im Allgemeinen tritt die Konservative Partei ein für niedrigere Steuern, kleinere Staatsverwaltung, eine stärkere Dezentralisierung auf der Basis des (gescheiterten) Meech Lake Accord, höhere Verteidigungsausgaben und die Harmonisierung von Standards und Vorschriften mit jenen der Vereinigten Staaten. Sie ist gegen die Legalisierung von Cannabis und die Registrierung von Handfeuerwaffen. Angestrebt werden eine Reform des Senats und die Beschränkung der Macht des Premierministers.
Die Konservative Partei Kanadas steht unter den deutschen Parteien der CDU nahe.

## Geschichte
Stephen Harper und Peter MacKay, die Parteivorsitzenden der Kanadischen Allianz und der Progressiv-konservativen Partei, gaben am 16. Oktober 2003 die bevorstehende Fusion ihrer Parteien bekannt. Am 5. Dezember stimmten die Mitglieder der Allianz mit 96 % und am 6. Dezember die Progressiv-Konservativen mit 90 % für den Zusammenschluss. Zwei Tage später wurde die neu geformte Partei offiziell registriert. Senator John Lynch-Staunton übernahm interimistisch den Parteivorsitz. Auf ihn folgte am 20. März 2004 Stephen Harper, der sich am Parteikonvent gegen Belinda Stronach und Tony Clement durchsetzte.
Mit der Parteienfusion sollte die bisherige Zersplitterung der Parteienlandschaft rechts der Mitte überwunden und eine vereinte rechte Opposition zur zentristischen Liberalen Partei Kanadas geschaffen werden. Nicht zuletzt aufgrund der Uneinigkeit der Konservativen untereinander konnten die Liberalen die Unterhauswahlen 1993, 1997 und 2001 gewinnen. Verschiedene prominente Progressiv-Konservative, darunter der ehemalige Premierminister Joe Clark, traten der neuen Partei nicht bei, da sie sich mit der Fusion zu weit rechts positioniere. Drei Abgeordnete des Senats weigerten sich ebenfalls, diesen Schritt zu vollziehen, so dass die eigentlich aufgelöste Partei weiterhin im Parlament vertreten ist.
Die Konservative Partei war bis Januar 2006 die offizielle Opposition (engl. Her Majesty's Loyal Opposition; frz. L’opposition loyale de sa majesté) im kanadischen Unterhaus. Bei der Wahl am 28. Juni 2004 erreichte sie 99 von 308 Sitzen im Unterhaus. Am 23. Januar 2006 gewann sie die Parlamentswahl, die absolute Mehrheit verfehlte sie allerdings mit 36 Prozent der Stimmen deutlich. Neuer Premierminister wurde somit Stephen Harper, der die folgenden fünf Jahre eine Minderheitsregierung anführte. Bei einer vorgezogenen Parlamentswahl am 2. Mai 2011 gewann die Konservative Partei erstmals die absolute Mehrheit der Sitze im Unterhaus. Vier Jahre später mussten die Konservativen jedoch deutliche Verluste hinnehmen und landeten mit 99 Sitzen lediglich auf Rang zwei hinter den Liberalen.

## Wahlergebnisse
Ergebnisse bei den Wahlen zum Unterhaus:
| Wahl | Sitze total | Kandi- daten | Gew. Sitze | Stimmen   | Anteil  |
| ---- | ----------- | ------------ | ---------- | --------- | ------- |
| 2004 | 308         | 308          | 99         | 3.994.682 | 29,62 % |
| 2006 | 308         | 308          | 124        | 5.374.071 | 36,27 % |
| 2008 | 308         | 307          | 143        | 5.207.553 | 37,63 % |
| 2011 | 308         | 307          | 167        | 5.832.401 | 39,62 % |
| 2015 | 338         | 338          | 99         | 5.597.565 | 31,89 % |
| 2019 | 338         | 338          | 121        | 6.239.227 | 34,34 % |
| 2021 | 338         | 337          | 119        | 5.747.410 | 33,70 % |

## Parteivorsitzende
- John Lynch-Staunton (8. Dezember 2003 – 20. März 2004, interimistisch)
- Stephen Harper (20. März 2004 – 5. November 2015)
- Rona Ambrose (5. November 2015 – 27. Mai 2017, interimistisch)
- Andrew Scheer (27. Mai 2017 – 24. August 2020)
- Erin O’Toole (24. August 2020 – 2. Februar 2022)
- Candice Bergen (2. Februar 2022 – 10. September 2022, interimistisch)
- Pierre Poilievre (seit 10. September 2022)

## Provinzen und Territorien
Die Konservative Partei hat zwar offiziell keine Ableger auf Provinz- und Territorialebene, arbeitet jedoch mit den Ablegern der früheren föderalen Progressiv-konservativen Partei zusammen. Darüber hinaus bestehen Bindungen zu anderen konservativ geprägten Parteien wie der Saskatchewan Party, der Coalition Avenir Québec und zu einem gewissen Grad auch zur eher rechts der Mitte stehenden British Columbia Liberal Party (obschon eine British Columbia Conservative Party existiert, die jedoch unbedeutend ist). Die konservativen Parteien auf Provinz- und Territorialebene sind von der föderalen Partei organisatorisch unabhängig, Doppelmitgliedschaften sind jedoch üblich.

### Progressiv-konservative Ableger
In drei Provinzen stellen progressiv-konservative Parteien die Regierung:
- Progressive Conservative Party of New Brunswick
- Progressive Conservative Party of Newfoundland and Labrador
- Progressive Conservative Party of Ontario

Oppositionspartei:
- Progressive Conservative Association of Alberta
- Progressive Conservative Party of Manitoba
- Progressive Conservative Association of Nova Scotia
- Prince Edward Island Progressive Conservative Party

Ohne parlamentarische Vertretung:
- Progressive Conservative Party of Saskatchewan

### Sonstige konservative Parteien
- Coalition Avenir Québec
- Saskatchewan Party
- Yukon Party (früher Yukon Progressive Conservative Party)
- Wildrose Party (Alberta)
- British Columbia Conservative Party